# Вледулень (Олт)
Вледулень, Вледулені (рум. Vlăduleni) — село у повіті Олт в Румунії. Входить до складу комуни Осіка-де-Сус.
Село розташоване на відстані 142 км на захід від Бухареста, 19 км на південь від Слатіни, 41 км на схід від Крайови.

## Населення
За даними перепису населення 2002 року у селі проживали 526 осіб, усі — румуни. Усі жителі села рідною мовою назвали румунську.